# Sidney S. Culbert
 (février 2023).
Si vous disposez d'ouvrages ou d'articles de référence ou si vous connaissez des sites web de qualité traitant du thème abordé ici, merci de compléter l'article en donnant les références utiles à sa vérifiabilité et en les liant à la section « Notes et références ».
Sidney S. Culbert (1913 à Miles City, Montana, États-Unis - 28 octobre 2003) est un linguiste, espérantiste et psychologue américain. Il est surtout connu pour ses travaux sur les principales langues du monde.

## Biographie
Né à Miles City dans le Montana aux États-Unis, Culbert suivit sa famille à Tacoma, dans l’État de Washington, en 1923 et y vécut ainsi qu’à Seattle la plus grande partie de sa vie.
Il fit de nombreuses recherches sur le nombre des locuteurs de diverses langues dans le monde entier (par échantillonnage stratifié) et contribua pendant trente ans à la partie du World Almanac consacrée aux principales langues du monde. Professeur associé de psychologie à l’Université de Seattle (État de Washington) pendant la plus grande partie de sa carrière universitaire, il ne se limita pas à des recherches sur les populations parlant différentes langues mais, au milieu des années 1950, apporta d’importantes contributions à l’étude de la perception, contributions qui eurent leur influence dans la conception des tableaux de bord installés dans les cabines des avions à réaction Boeing 707.
En famille lui et sa femme ne s’exprimaient entre eux qu’en espéranto, à moins que des invités fussent présents.

## Sources
- (en) Article nécrologique de Sidney S. Culbert et son épouse Ruth